# 月出 (市原市)
月出（つきで）は、千葉県市原市の加茂地区にある大字。郵便番号は290-0527。

## 概要
市原市南部に位置する。

## 地理
北は、古敷谷、東は大多喜町横山、西は田淵、南は大多喜町石神と接している。

## 歴史

### 沿革
- 1889年 - 里見村の一部だった
- 1954年1月15日 - 合併により、加茂村となる
- 1967年10月1日 - 合併により、市原市となり現在に至る

## 世帯数・人口
2017年（平成29年）11月1日現在の世帯数と人口は以下の通りである。
| 町丁字 | 世帯数 | 人口  |
| ------ | ------ | ----- |
| 月出   | 55世帯 | 109人 |

## 通学区域
市立小学校・市立中学校と県立高等学校の通学区域は以下の通りである。
| 町丁字 | 範囲 | 小学校             | 中学校             | 高等学校 |
| ------ | ---- | ------------------ | ------------------ | -------- |
| 月出   | 全域 | 市原市立加茂小学校 | 市原市立加茂中学校 | 第9学区  |

## 施設
- 旧・市原市立月出小学校（2007年閉校）

## 交通

### 駅
なし

### 道路
- 千葉県道172号大多喜里見線
- 千葉県道173号南総月出線